# Pustolov pred vratima (1961.)
Pustolov pred vratima, hrvatski dugometražni film iz 1961. godine.